# Elvira’s Haunted Hills
Elvira’s Haunted Hills – amerykański film fabularny z 2001 roku, hybryda horroru i komedii. Obraz wyreżyserował Sam Irvin, w rolach głównych wystąpili Cassandra Peterson, Richard O’Brien i Mary Scheer. Światowa premiera filmu odbyła się w czerwcu 2001 podczas konwentu fanów musicalu The Rocky Horror Picture Show. W maju 2003 projekt został zaprezentowany widzom Międzynarodowego Festiwalu Filmowego w Cannes.

## Obsada
- Cassandra Peterson − Elvira, władczyni ciemności/Lady Elura Hellsubus
- Richard O’Brien − Lord Vladimere Hellsubus
- Mary Scheer − Lady Ema Hellsubus
- Scott Atkinson − dr. Bradley Bradley
- Heather Hopper − Lady Roxanna Hellsubus
- Mary Jo Smith − Zou Zou, służka Elviry
- Gabriel Andronache − Adrian, stajenny

## Nagrody i wyróżnienia
- 2002, Provincetown International Film Festival:
  - Nagroda Widzów w kategorii najlepszy film fabularny (wyróżniony: Sam Irvin)[2]